# セザール・ルミンスキ
セザール・ルミンスキ(César Ruminski、1924年6月13日 - 2009年3月14日）は、フランスのノール県ドウェ出身のサッカー選手。ポジションはゴールキーパー。ポーランド系の出自である。
1952年から1954年までの間フランス代表にも選ばれており、1954 FIFAワールドカップでは控えゴールキーパーとしてメンバーに選ばれている。
2009年3月14日、カルヴァドス県のリジューにて84歳で死去した。